# Années 2070
Les années 2070 commenceront le mercredi 1er janvier 2070 et se termineront le dimanche 31 décembre 2079.

## Fiction
Se déroule en 2077 :
- Le jeu vidéo Fallout (le 23 octobre 2077, les bombes nucléaires sont lancées pour mettre fin aux conflits mondiaux qui faisaient rage depuis plusieurs années) ;